# Lago Falcon (Manitoba)
Il Lago Falcon è un lago del Canada situato nel sud-est della provincia di Manitoba, a circa 150 Km ad est della città di Winnipeg. Il lago, compreso nel Whiteshell Provincial Park, ha una superficie di circa 20 Km² e prende il nome dal poeta Métis Pierre Falcon.
Il lago Falcon ha ispirato il nome della città immaginaria dove è ambientata la serie televisiva canadese Falcon Beach, che però è stata girata in una città situata su un altro lago canadese. 
In ufologia il lago Falcon è noto per un presunto avvistamento di UFO, verificatosi nel maggio 1967 e conosciuto come incidente di Falcon Lake.

## Riferimenti
- Natural Resources Canada-Falcon Lake